# Uroskinnera
Uroskinnera é um género botânico pertencente à família Plantaginaceae. Tradicionalmente este gênero era classificado na família das Scrophulariaceae.

## Espécies
- Uroskinnera almedae
- Uroskinnera flavida
- Uroskinnera hirtiflora
- Uroskinnera spectabilis
- Uroskinnera watsonii